# Erich Stoll (Politiker, 1900)
Erich Stoll (* 1900; † nach 1980) war ein deutscher Kommunalpolitiker, Heimatforscher und Autor sowie Lehrer und Schulrektor in Großburgwedel.

## Leben
Erich Stoll wirkte in der Nachkriegszeit als Lehrer und später als Rektor an der ehemaligen Schule im Mitteldorf, die heutige Großburgwedeler Grundschule. Auf sein Betreiben als Vorsitzender des Sportvereins Turnerschaft Großburgwedel (TSG) baute die Gemeinde Großburgwedel 1953  an der Grundschule des Ortes eine Mehrzweckturnhalle an.
Am 1. November 1954 eröffnete Stoll mit 110 Büchern in einem Raum des seinerzeitigen Gemeindebüros die heutige Bücherei des Ortes.
Vom 26. Mai 1967 an war Stoll Bürgermeister der Gemeinde Großburgwedel und wirkte ab dem 2. Februar 1968 als Samtgemeindebürgermeister von Burgwedel.
Erich Stoll war Mitglied des Heimatbundes Niedersachsen und maßgeblicher Gründer der Ortsgruppe Großburgwedel. Er verfasste die 1972 herausgegebene Chronik von Großburgwedel. Die Schrift basiert in Teilen auf dem Kirchenbuch der St.-Petri-Kirchengemeinde und wirkte sich beispielsweise bei der Aufklärung von Kriegsverbrechen  und den Diskussionen um die inhaltliche Gestaltung des Großburgwedeler Mahnmals aus.

## Schriften
- Grossburgwedel. Chronik, Großburgwedel: Erich Stoll, 1972; Inhaltsverzeichnis